# USS Mayo (DD-422)
USS Mayo (DD-422) là một tàu khu trục thuộc lớp Benson của Hải quân Hoa Kỳ đã phục vụ trong suốt Chiến tranh Thế giới thứ hai. Nó là chiếc tàu chiến duy nhất của Hải quân Hoa Kỳ được đặt tên theo Đô đốc Henry Thomas Mayo (1856-1937), người từng tham gia cuộc Chiến tranh Tây Ban Nha-Hoa Kỳ và Chiến tranh Thế giới thứ nhất.

## Thiết kế và chế tạo
Mayo được đặt lườn tại xưởng tàu Fore River Shipyard của hãng Bethlehem Steel Co. ở Quincy, Massachusetts vào ngày 16 tháng 5 năm 1938. Nó được hạ thủy vào ngày 26 tháng 3 năm 1940; được đỡ đầu bởi bà C. G. Mayo, con dâu Đô đốc Mayo, và được cho nhập biên chế vào ngày 18 tháng 9 năm 1940 dưới quyền chỉ huy của Hạm trưởng, Đại úy Hải quân C. D. Emory.

## Lịch sử hoạt động
Sau khi hoàn tất việc chạy thử máy, Mayo tham gia các hoạt động Tuần tra Trung lập mở rộng, và hộ tống cho việc chuyển binh lính Thủy quân Lục chiến đến Iceland vào tháng 7 năm 1941 để bảo vệ hòn đảo chiến lược này. Trong khi Tổng thống Franklin D. Roosevelt và Thủ tướng Anh Quốc Winston Churchill thỏa thuận những điểm cốt yếu của Hiến chương Đại Tây Dương vào đầu tháng 8, chiếc tàu khu trục đã canh phòng cho cuộc hội nghị giữa hai nhà lãnh đạo khi tuần tra ngoài khơi Argentia, Newfoundland.
Việc Hoa Kỳ chính thức tham gia Thế Chiến II đã khiến Mayo mở rộng các hoạt động hộ tống vận tải bên ngoài khu vực Tây Đại Tây Dương, bao gồm hộ tống các đoàn tàu buôn chậm từ Boston, Massachusetts cho đến các đoàn tàu chuyển quân nhanh xuất phát từ New York bắt đầu từ mùa Hè năm 1942. Tàu ngầm U-boat Đức Quốc xã và thời tiết khắc nghiệt tại vùng biển Bắc Đại Tây Dương không phải là tất cả các mối nguy cơ đe dọa; khi chiếc Wakefield bị tai nạn hỏa hoạn vào ngày 3 tháng 9, chiếc tàu khu trục đã cặp bên mạn và cứu vớt được 247 người sống sót. Tham gia Chiến dịch Torch, cuộc đổ bộ của Đồng Minh lên Bắc Phi, nó đã có mặt tại Casablanca, Maroc vào ngày 12 tháng 11, bốn ngày sau cuộc đổ bộ chính, bảo vệ cho việc vận chuyển lực lượng tăng cường. Nó tạm ngưng các chuyến hộ tống vận tải để trải qua một giai đoạn huấn luyện tại Casco Bay, Maine cho đến cuối năm đó.
Cùng với Đội khu trục 7, Mayo gia nhập Đệ Bát hạm đội tại Địa Trung Hải vào tháng 8 năm 1943. Nó đã cung cấp hỏa lực hỗ trợ và phòng không để bảo vệ bãi đổ bộ tại Salerno, Ý vào ngày 8 tháng 9, cũng như tại các bãi đổ bộ ở Anzio từ ngày 22 đến ngày 24 tháng 1 năm 1944. Lúc 20 giờ 01 phút ngày 24 tháng 1, một vụ nổ bất ngờ đã làm thiệt mạng bảy người và làm bị thương 25 người khác trong số thành viên thủy thủ đoàn, và hầu như làm con tàu bị vỡ làm đôi. Cho dù bị thủng một lỗ lớn ngang mực nước bên mạn phải, con tàu vẫn nổi được và được kéo quay trở về Naples để sửa chữa tạm thời. Đến ngày 3 tháng 3, nó bắt đầu được kéo quay trở về Hoa Kỳ. Được đưa đến Xưởng hải quân New York vào ngày 5 tháng 4, công việc sửa chữa nó mất bốn tháng để hoàn tất.
Mayo thực hiện một chuyến đi đến Trinidad và bốn chuyến đi đến Châu Âu trước khi Đức đầu hàng. Đội khu trục 7 khởi hành từ New York vào ngày 5 tháng 5 năm 1945 để đi sang khu vực Tây Thái Bình Dương, và gia nhập Đội đặc nhiệm 12.4 tại Trân Châu Cảng. Máy bay của đội đặc nhiệm tàu sân bay nhanh này đã không kích xuống đảo Wake như một phần của cuộc tổng dượt vào ngày 20 tháng 6 trên đường hướng sang phía Tây. Sau khi đi đến Ulithi, chiếc tàu khu trục bắt đầu một loạt các chuyến hộ tống đến Okinawa. Vào ngày 24 tháng 8, nó lên đường hộ tống lực lượng chiếm đóng vốn đã đổ bộ lên đảo Honshū vào ngày 2 tháng 9; rồi tiếp tục hộ tống các đoàn tàu chuyển binh lính từ Philippines và Okinawa trước khi khởi hành từ Yokohama vào ngày 5 tháng 11 để quay trở về San Diego, California và Charleston, South Carolina, đến nơi vào ngày 7 tháng 12.
Mayo được cho xuất biên chế vào ngày 18 tháng 3 năm 1946 và đưa về lực lượng dự bị tại Orange, Texas. Nó được rút khỏi danh sách Đăng bạ Hải quân vào ngày 1 tháng 12 năm 1971 và bị bán để tháo dỡ vào ngày 8 tháng 5 năm 1972.

## Phần thưởng
Mayo được tặng thưởng hai Ngôi sao Chiến trận do thành tích phục vụ trong Thế Chiến II.